# 李化民 (天啓進士)
李化民（1595年—？），字顒若，號应侯，南直隸高郵州籍，揚州府興化縣人，明朝政治人物、進士出身。

## 生平
万历三十七年（1609年）己酉科應天鄉試举人，天啓二年（1622年），登壬戌科進士。七年授户部山东司主事，改兵部职方司主事，崇祯四年（1631年），升武选司员外，晋郎中，出任嘉兴府知府。在任期間重修煙雨樓。崇祯七年被革职，